# 에이미 로빈슨
에이미 로빈슨(Amy Robinson, 1948년 4월 13일 ~ )은 미국의 배우, 영화 프로듀서, 영화배우이다.
트렌턴에서 태어났다.

## 영화
- 줄리 & 줄리아 (2009년)
- 트웰브 앤 홀딩 (2005년)
- 그레이트 뉴 원더풀 (2005년)
- 게임 6 (2005년)
- 마리 앤 브루스 (2004년)
- 프롬 헬 (2001년)
- 뉴욕의 가을 (2000년)
- 테크노 스와핑 (1999년)
- 사랑을 위하여 (1999년)
- 하버드 졸업반 (1994년)
- 사랑의 울타리 (1991년)
- 하얀 궁전 (1990년)
- 허공에의 질주 (1988년)
- 특근 (1985년)
- 베이비 온리 유 (1983년)
- 비열한 거리 (1973년) - 테레사 론첼리 역